# Liga de Suecia de waterpolo masculino
La Liga de Suecia de waterpolo masculino es la competición más importante de waterpolo masculino entre clubes de Suecia.

## Historial
Estos son los ganadores de liga:
- 2004: SoIK Hellas
- 2005: Stockholms KK
- 2006: SoIK Hellas
- 2007: SoIK Hellas
- 2008: SK RAN
- 2009: SoIK Hellas
- 2010: Järfälla Simsällskap
- 2011: Järfälla Simsällskap
- 2012: Järfälla Simsällskap
- 2013: Järfälla Simsällskap
- 2014: SoIK Hellas
- 2015: Järfälla Simsällskap
- 2016: Linköpings Simidrottsförening
- 2017: Järfälla Simsällskap
- 2018: Järfälla Simsällskap
- 2019: Järfälla Simsällskap
- 2020: Stockholmspolisen
- 2021: Järfälla Simsällskap
- 2022: Järfälla Simsällskap